# 瀛生
瀛生（1922年12月25日—2013年5月12日），爱新觉罗氏，滿族，名文蓬，字瀛生，笔名常瀛生、安吉，中国学者。

## 家世
瀛生出身清朝十二家铁帽子王之一的顺承郡王家。他的父亲是奉恩将军长福，清亡之后曾在当时北洋政府驻日领事馆工作，与梁启超为友、还曾与黄兴结拜为兄弟。瀛生的长兄文葵过继给无子的顺承质郡王讷勒赫，是为末代顺承郡王。表兄傅泾波是著名的社会活动家。

## 生平
由于父亲长福在日本工作的缘故，1922年，瀛生出生于横滨。次年，长福在关东大地震中遇难，瀛生的母亲也受了伤。随后，瀛生被日本一户姓森田的人家收养，少年时期在日本受教育。1931年，中日关系破裂。瀛生的生母与养父母商议，希望将其带回中国。
回到中国后，瀛生承袭家训开始习修满语。起初，受清朝末期的满语学家、同光清语六贤之一的族伯朴厚启蒙，后拜师同为同光清语六贤之一的阿克敦布门下，跟随阿克敦布学习满语长达十六年之久。1940年代初，跟随满文翻译专家克敬之学习满汉文互译。几年后，师从著名语言学专家罗常培，学习古汉语音韵学和西方语音学。
1945年瀛生于国立北京大学农学院毕业。后任燕京大学农科助教，中央人民政府出版总署编译局编辑，人民教育出版社编辑，北京农业大学讲师，高等教育出版社农学编辑室主任等职。
1980年代，任北京市东城区第六届政协委员。1985年聘任為北京满文书院顾问。同年經中国国际广播出版社雇为顾问。1986年，民族出版社聘請他擔任特约编审。同年，由北京市民族事务委员会推荐，经北京市委统战部批准，獲聘为北京市文史研究馆馆员。
2013年5月12日，瀛生在北京逝世，享年91岁。

## 著作
- 《中国大百科全书·生物学卷》，中国大百科全书出版社，1980年
- 《日语常用词例解词典》，外语教学与研究出版社，1983年
- 《满语基础讲义》，民族出版社，1988年
- 《北京土话中的满语》，北京燕山出版社，1993年
- 《京城旧俗》，北京燕山出版社，1998年
- 《满语杂识》，学苑出版社，2004年
- 《老北京与满族》，学苑出版社，2005年

等

## 參看
- 勒克德浑
- 长福
- 傅泾波

## 腳註
1. ↑  《愛新覺羅宗譜》乙冊3418頁作民國十二年十一月二十五（1924年1月1日）[1]